# Gyokudō Uragami
Gyokudō Uragami (jap. 浦上 玉堂 Uragami Gyokudō; ur. 1745, zm. 1820), pseudonim artystyczny (gō): Kinshi (琴士) – japoński muzyk, poeta i malarz, reprezentant szkoły nanga. Przyjaźnił się z Chikudenem Tanomurą.
Pochodził z prowincji Bizen, z rodziny samurajskiej. Po śmierci ojca w 1751 roku wstąpił na służbę u daimyō Ikedy. Oprócz codziennej pracy w administracji pogłębiał swoją wiedzę, studiując chińską literaturę i malarstwo. Po śmierci żony w 1794 roku wiódł żywot wędrownego artysty, przemierzając wraz z dwoma synami Japonię. Pod koniec życia osiadł w Kioto. Wirtuoz gry na cytrze koto, skomponował wiele utworów w stylu saibara (gatunek japońskiej muzyki dworskiej z okresu Heian). Obrazy Gyokudō, charakteryzujące się posępnym nastrojem, przedstawiają górskie krajobrazy, często umieszczone w zimowej scenerii. Jak podkreślają krytycy, pejzaże artysty cechuje subtelna harmonia, mająca bezpośredni związek z teorią muzyki.

## Galeria

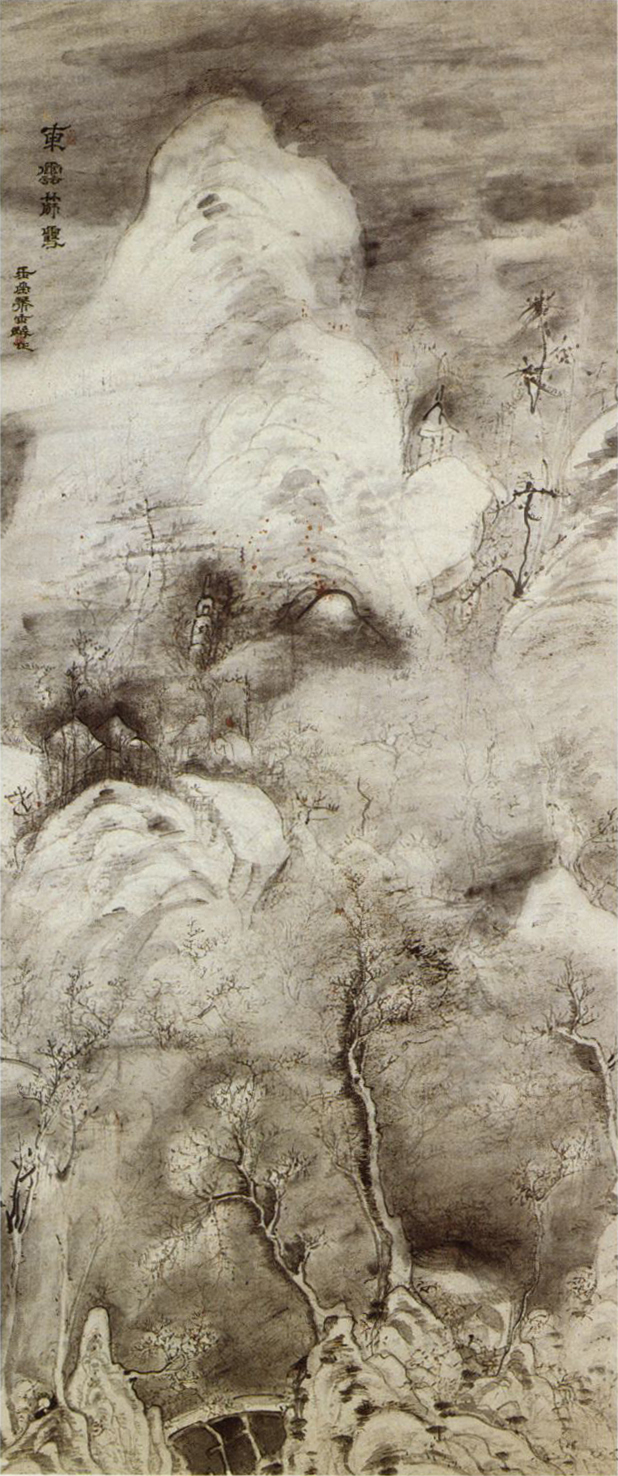
Poranek w górach po śnieżycy, zwój pionowy, tusz i akwarela na papierze
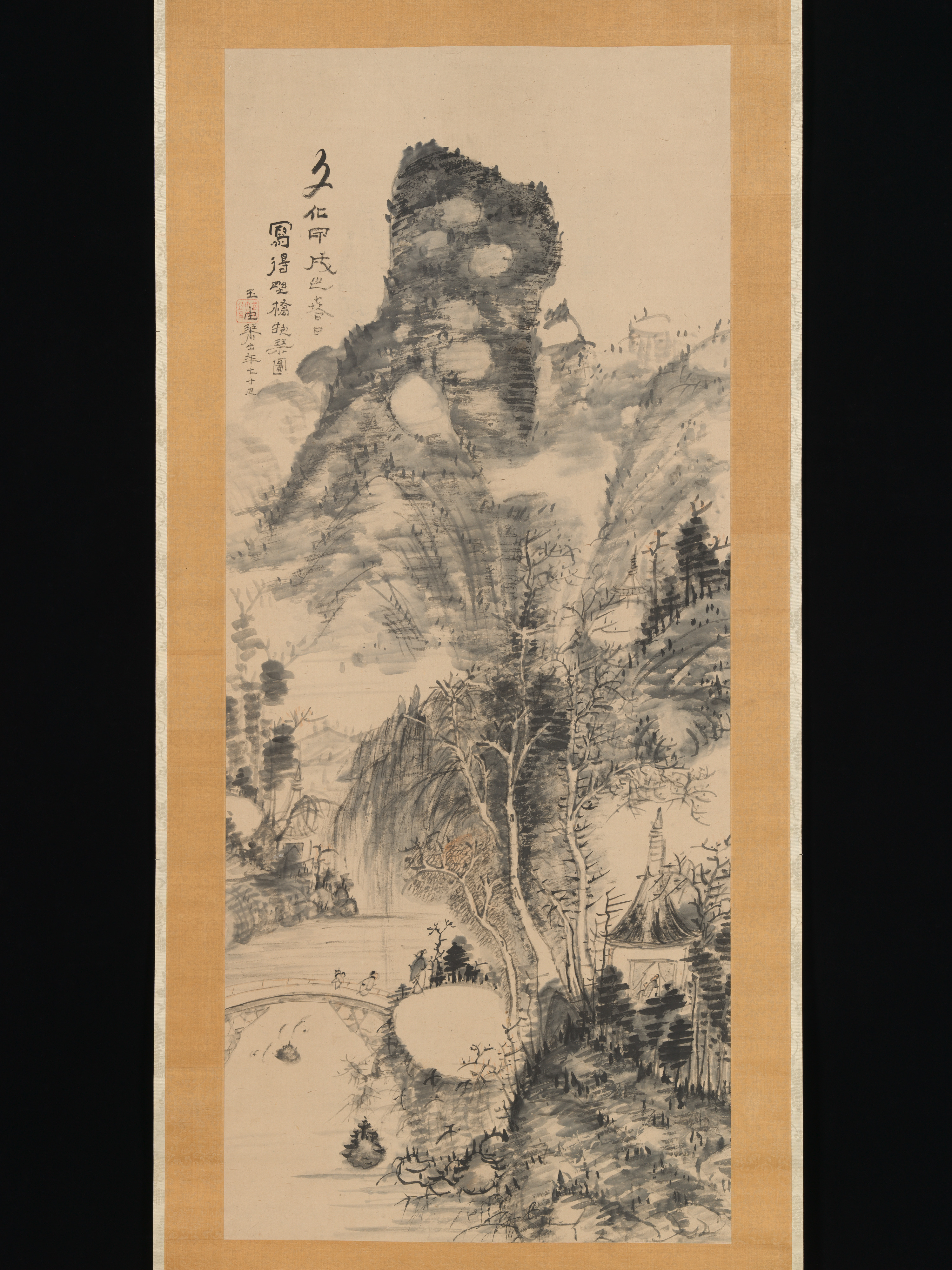
Przechodząc przez most – niosąc cytrę, zwój pionowy, tusz na papierze
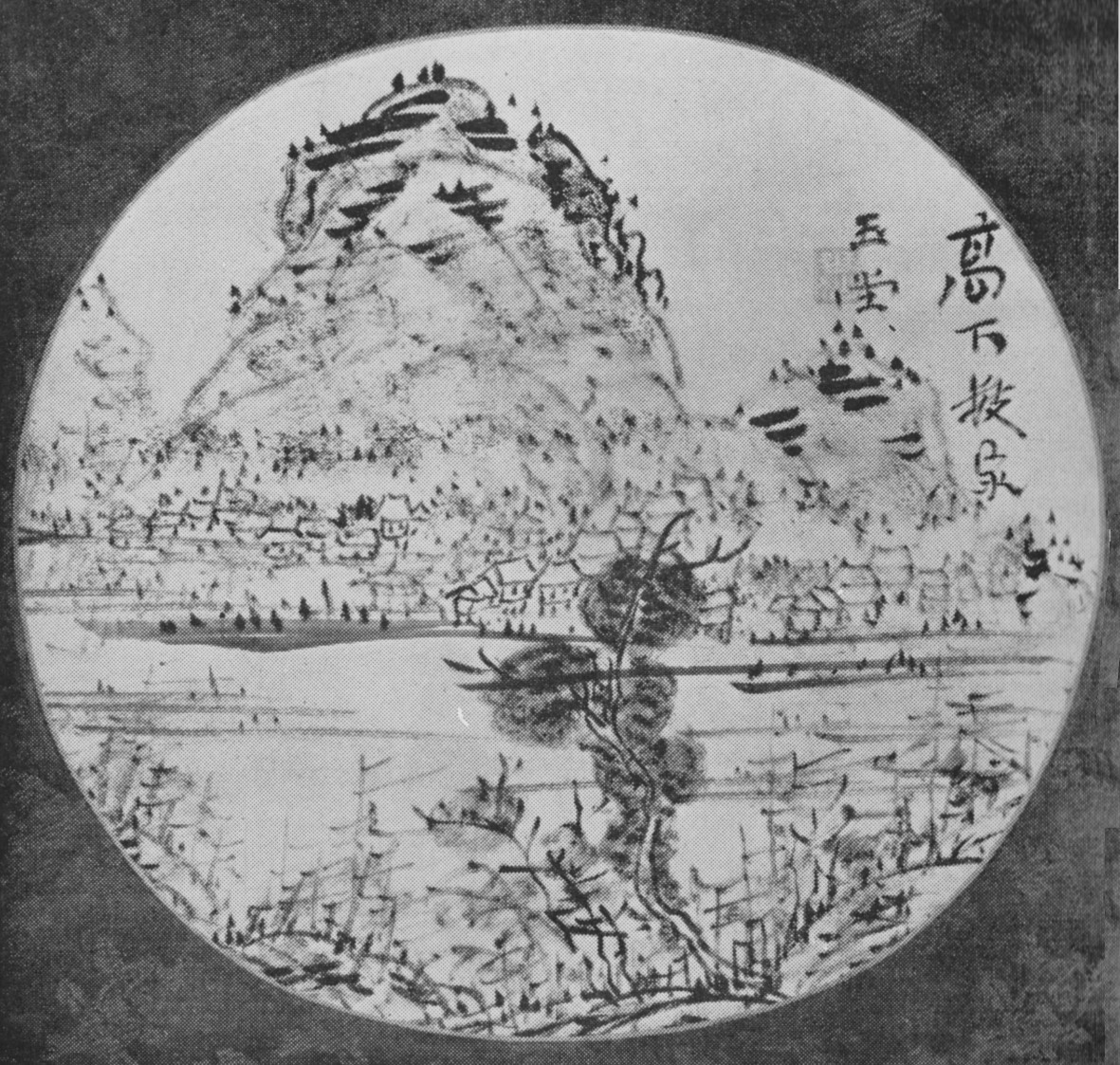
Domy u podnóży gór